# The Silver Metal Lover
The Silver Metal Lover est un roman de Tanith Lee paru en 1981 et inédit en français. Une suite est parue en 2005 intitulée Metallic Love.

## Résumé
Dans un futur dévasté par la pollution et les catastrophes naturelles, les robots travaillent à la place des humains. La société Electronic Metals vient de créer une nouvelle sorte de robot artistes et amants pour amuser leurs propriétaires humains. Jane, seize ans, riche mais seule et peu sûre d'elle en rencontre un appelé Silver qui est un musicien et dont elle tombe amoureuse. Silver semble de plus en plus amoureux lui aussi. Mais on ignore s'il s'agit de sa programmation ou d'un élément inattendu.

## Adaptations
En 1985, Trina Robbins adapte le roman sous la forme d'un roman graphique publié par Crown Books. L'ouvrage est réimprimé par IDW Publishing après une levée de fonds grâce à Kickstarter. La nouvelle édition bénéficie d'une couverture alternative et d'une postface de Colleen Doran, d'un avant propos de Gail Simone, d'une étude faite par John Kaiine, le mari de Tanith Lee et d'une introduction de Trina Robbins.
La chanteuse Julia Ecklar dans son album Divine Intervention (sorti en 1986), enregistre une chanson intitulée Silver inspirée du roman.

## Metallic Love
Cette suite est publiée en 2005. L'héroïne est cette fois Loren, une orpheline qui vit dans les bas-fonds. Lorsque la société Meta décide de recréer une série de robots reprenant les succès anciens, Silver, rebaptisé Verlis, fait partie du lot. Quand Loren le rencontre elle en tombe aussitôt amoureuse. Silver, dans cette nouvelle incarnation, est encore plus humain et lutte pour contrôler son destin.

## Projet de suite
En 2013, Tanith Lee évoque la possibilité d'un troisième roman intitulé The Tin Man qui reviendrait sur Silver et Jane, mais en 2015, à sa mort, l'avancement du projet est inconnu.